# Premio Ernst Schering

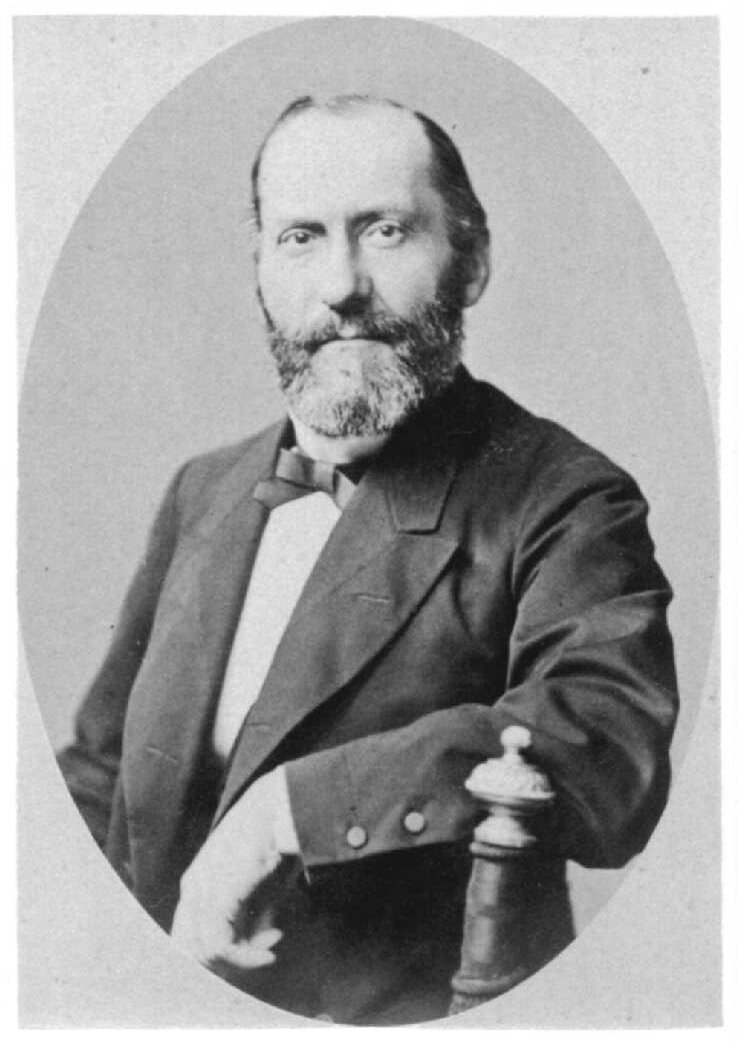
Ernst Schering

La Fundación Ernst Schering concede anualmente el Premio Ernst Schering a la investigación básica más destacada en los campos de la medicina, la biología o la química en cualquier parte del mundo. Creado en 1991 por la Fundación de Investigación Ernst Schering, con el nombre del boticario e industrial alemán Ernst Christian Friedrich Schering, fundador de la Schering Corporation, el premio está dotado con 50 000  euros.

## Galardonados
Fuente: Fundación Schering
 
- 1992 Peter H. Seeburg, (Centro de Biología Molecular, Universidad de Heidelberg, Alemania)
- 1993 Christiane Nüsslein-Volhard, (Instituto Max Planck de Biología del Desarrollo de Tubinga, Alemania)
- 1994 Bert Vogelstein, (Centro de Oncología, Universidad Johns Hopkins, Baltimore, Maryland, EE. UU.)
- 1995 Yasutomi Nishizuka, (Universidad de Kobe, Japón)
- 1996 Judah Folkman, (Facultad de Medicina de Harvard, Universidad de Harvard, Boston, EE. UU.)
- 1997 Johann Mulzer, (Instituto de Química Orgánica, Universidad de Viena, Austria)
- 1998 Ilme Schlichting, (Instituto Max Planck de Fisiología Molecular de Dortmund, Alemania)
- 1999 Michael Berridge, (Instituto Babraham de Cambridge, Reino Unido)
- 2000 Takao Shimizu, (Universidad de Tokio, Japón)
- 2001 Kyriacos Nicolaou, (Universidad de California, San Diego, California, y The Scripps Research Institute, La Jolla, California, EE. UU.)
- 2002 Ian Wilmut, (Instituto Roslin de Edimburgo, Reino Unido)
- 2003 Svante Pääbo, (Instituto Max Planck de Antropología Evolutiva de Leipzig, Alemania)
- 2004 Ronald McKay, (Instituto Nacional de Trastornos Neurológicos y Accidentes Cerebrovasculares (NINDS), Bethesda, Maryland, EE. UU.)
- 2005 Thomas Tuschl, (Laboratorio de Biología Molecular del ARN, Universidad Rockefeller, Nueva York)
- 2006 Wolfgang Baumeister, (Instituto Max Planck de Bioquímica en Martinsried, Alemania)
- 2007 Carolyn Bertozzi, (Universidad de California, Berkeley, EE. UU.)
- 2008 Klaus Rajewsky, (Facultad de Medicina de Harvard, Boston, EE. UU.)
- 2009 Rudolf Jaenisch, (Instituto Whitehead, Cambridge, Massachusetts, EE. UU.)[4]
- 2010 Marc Feldmann and Sir Ravinder Maini, (Instituto Kennedy de Reumatología del Imperial College de Londres, Reino Unido)
- 2011 Bert W. O'Malley, (Tom Thompson, Catedrático de Biología Molecular y Celular de la Facultad de Medicina Baylor de Houston (Texas).)
- 2012 Matthias Mann, (Instituto Max Planck de Bioquímica de Martinsried, Alemania)
- 2013 Frank Kirchhoff , (Instituto de Virología Molecular del Centro Médico Universitario de Ulm, Alemania)
- 2014 Magdalena Götz, (Director del Instituto de Investigación de Células Madre del Helmholtz Zentrum München y catedrático de Genómica Fisiológica de la Universidad de Múnich (LMU) en Múnich, Alemania.)[5]
- 2015 David MacMillan, (Profesor de Química en la Universidad de Princeton, EE. UU.).[6]
- 2016 Franz-Ulrich Hartl, (Instituto Max Planck de Bioquímica de Martinsried, Alemania).
- 2017 Elly Tanaka, (Científico senior en el Instituto de Investigación de Patología Molecular de Viena, Austria)[7]
- 2018 Bonnie L. Bassler, (Princeton University, New Jersey)
- 2019 Patrick Cramer, (Director del Instituto Max Planck de Química Biofísica de Gotinga)[8][9]
- 2020 Jens Claus Brüning , (Director del Instituto Max Planck de Investigación del Metabolismo de Colonia)[10][11]
- 2021 Aviv Regev, (Jefe de Investigación y Desarrollo Temprano de Genentech en el sur de San Francisco, EE. UU.)[12]
- 2022 Gisbert Schneider  (Catedrático de Diseño de Fármacos Asistido por Ordenador en el Instituto de Ciencias Farmacéuticas de la ETH de Zúrich y director del Centro Singapur-ETH)[13]
- 2023 Matthias Tschöp (Consejero delegado y director científico del Helmholtz Zentrum München, Alemania. Catedrático Alexander von Humboldt de la Universidad Técnica de Múnich (TUM) y Vicepresidente Helmholtz de Investigación Sanitaria.)[14]